# 巴特卡尔斯港
巴特卡尔斯港（發音：[baːt kaʁlsˈhaːfn̩] ⓘ）是德国黑森州卡塞尔行政区卡塞尔县的城市，面积14.85平方千米，2023年12月31日人口为3,701人。